# Construction sans obstacle
 (juillet 2025).
La mise en forme du texte ne suit pas les recommandations de Wikipédia : il faut le « wikifier ».
Les points d'amélioration suivants sont les cas les plus fréquents. Le détail des points à revoir est peut-être précisé sur la page de discussion.
- Les titres sont pré-formatés par le logiciel. Ils ne sont ni en capitales, ni en gras.
- Le texte ne doit pas être écrit en capitales (les noms de famille non plus), ni en gras, ni en italique, ni en « petit »…
- Le gras n'est utilisé que pour surligner le titre de l'article dans l'introduction, une seule fois.
- L'italique est rarement utilisé : mots en langue étrangère, titres d'œuvres, noms de bateaux, etc.
- Les citations ne sont pas en italique mais en corps de texte normal. Elles sont entourées par des guillemets français : « et ».
- Les listes à puces sont à éviter, des paragraphes rédigés étant largement préférés. Les tableaux sont à réserver à la présentation de données structurées (résultats, etc.).
- Les appels de note de bas de page (petits chiffres en exposant, introduits par l'outil «  Source ») sont à placer entre la fin de phrase et le point final[comme ça].
- Les liens internes (vers d'autres articles de Wikipédia) sont à choisir avec parcimonie. Créez des liens vers des articles approfondissant le sujet. Les termes génériques sans rapport avec le sujet sont à éviter, ainsi que les répétitions de liens vers un même terme.
- Les liens externes sont à placer uniquement dans une section « Liens externes », à la fin de l'article. Ces liens sont à choisir avec parcimonie suivant les règles définies. Si un lien sert de source à l'article, son insertion dans le texte est à faire par les notes de bas de page.
- La présentation des références doit suivre les conventions bibliographiques. Il est recommandé d'utiliser les modèles {{Ouvrage}}, {{Chapitre}}, {{Article}}, {{Lien web}} et/ou {{Bibliographie}}. Le mode d'édition visuel peut mettre en forme automatiquement les références.
- Insérer une infobox (cadre d'informations à droite) n'est pas obligatoire pour parachever la mise en page.

Pour une aide détaillée, merci de consulter Aide:Wikification.
Si vous pensez que ces points ont été résolus, vous pouvez retirer ce bandeau et améliorer la mise en forme d'un autre article.
 (juillet 2025).
La construction sans obstacles (allemand "Barrierefreies Bauen" - anglais "barrier-free") est la conception des logements, édifices et lieux publics de manière à les rendre accessibles à tous et de permettre leur utilisation par tous sans restrictions et sans aide.

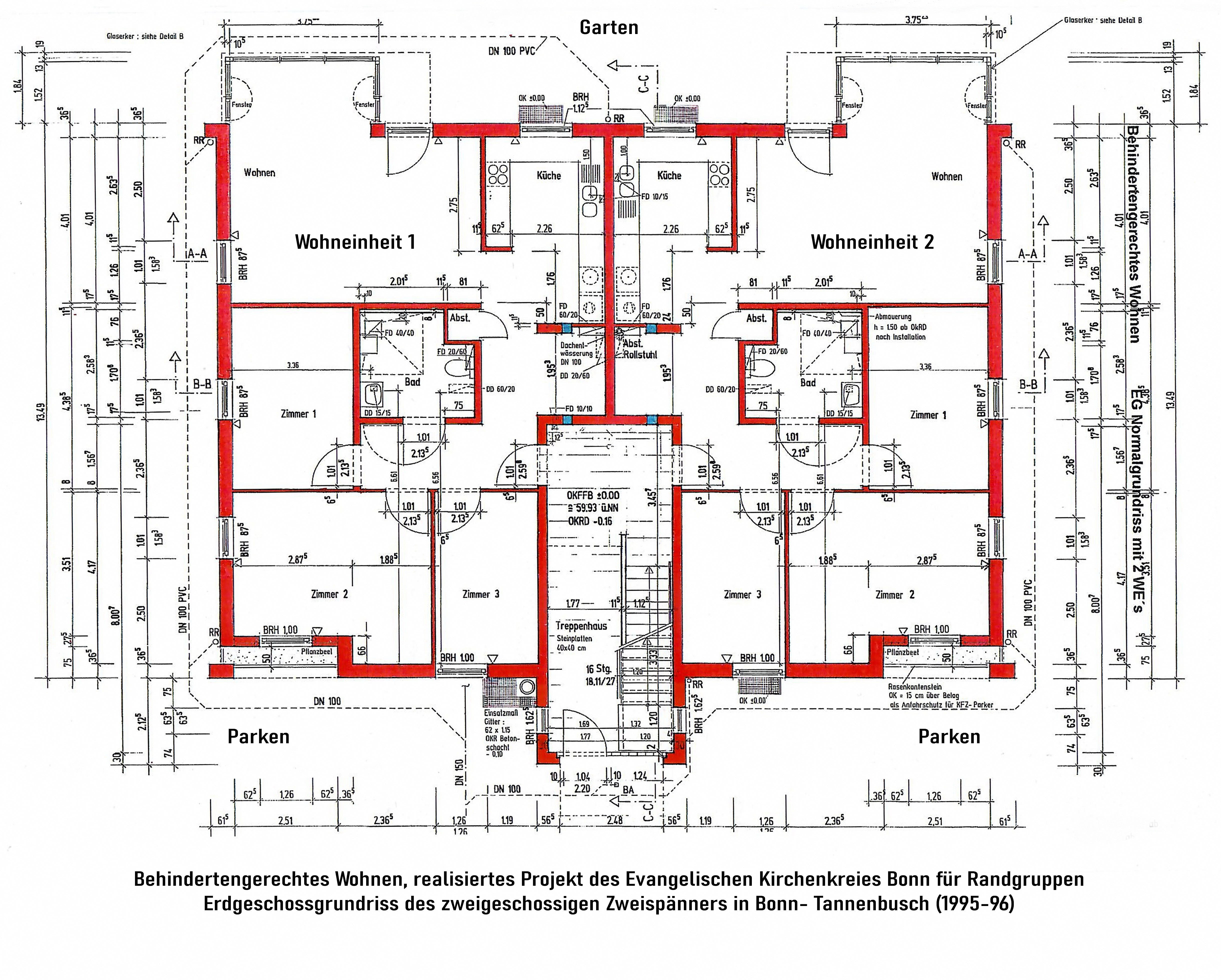
Plan du rez-de-chaussée sans obstacle d'une maison bifamiliale avec unités résidentielles connectables. Client : Ev. Quartier de l'église de Bonn. L'architecte Peter Riemann (1995-1996)

La construction sans obstacles comprend la planification et la mise en œuvre de mesures structurelles afin de permettre l’utilisation des bâtiments, des zones de circulation et des espaces ouverts par tous.
La construction sans obstacle comprend une construction adaptée à l’âge et aux personnes à mobilité réduite . Les termes « bâtiment pour tous » et « bâtiment respectueux de l’humain » sont également utilisés occasionnellement. « Design pour tous » désigne spécifiquement l’aménagement intérieur, le mobilier ou encore les objets du quotidien.

## Les groupes cibles et leurs exigences
Pour de nombreuses personnes, la construction sans obstacles demeure une condition sine qua non, afin de disposer de la mobilité spatiale et de participer à la vie sociale.
Cela touche particulièrement les personnes à mobilité réduite frappées par exemple par des handicap moteur ou bien une paralysie ou des membres manquants. Ils ont souvent recours à des aides telles que des fauteuils roulants, des déambulateurs, des aides à la marche ou même simplement des poignées ou des rampes. Les voyageurs avec bagages ou poussettes ont également besoin de suffisamment d'espace pour pouvoir se déplacer librement et, surtout, d'un ascenseur ou d'une rampe, car les différences de hauteur ou de marches sont presque impossibles à surmonter. Les passages ou zones d'installation doivent être suffisamment larges, longs et hauts, et les zones de mouvement doivent être au bon niveau. Les boutons ou encore les poignées doivent être à la bonne hauteur afin d'être, par exemple, facilement accessible depuis un fauteuil roulant.  
En effet, les personnes ayant des capacités de perception ou de traitement de l’information limitées nécessitent un aménagement clair des pièces ; les personnes aveugles et malvoyantes ont également besoin de bords tactiles, d’instructions en braille ou de systèmes de guidage au sol sur les supports, les rampes ou d’autres obstacles qui pourraient être des sources de danger.

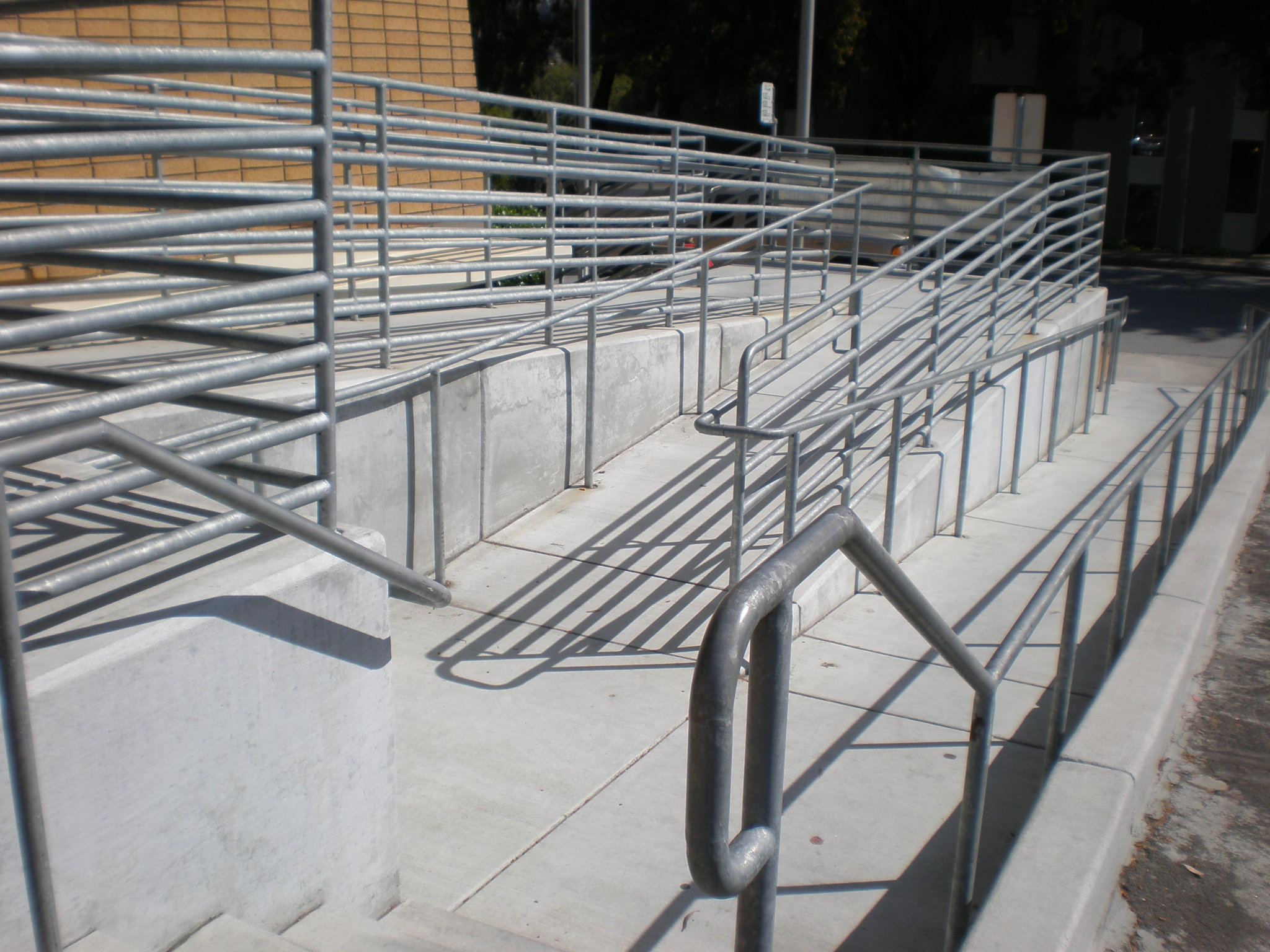
Rampe pour fauteuil roulant à l'Université de Stanford, San Francisco
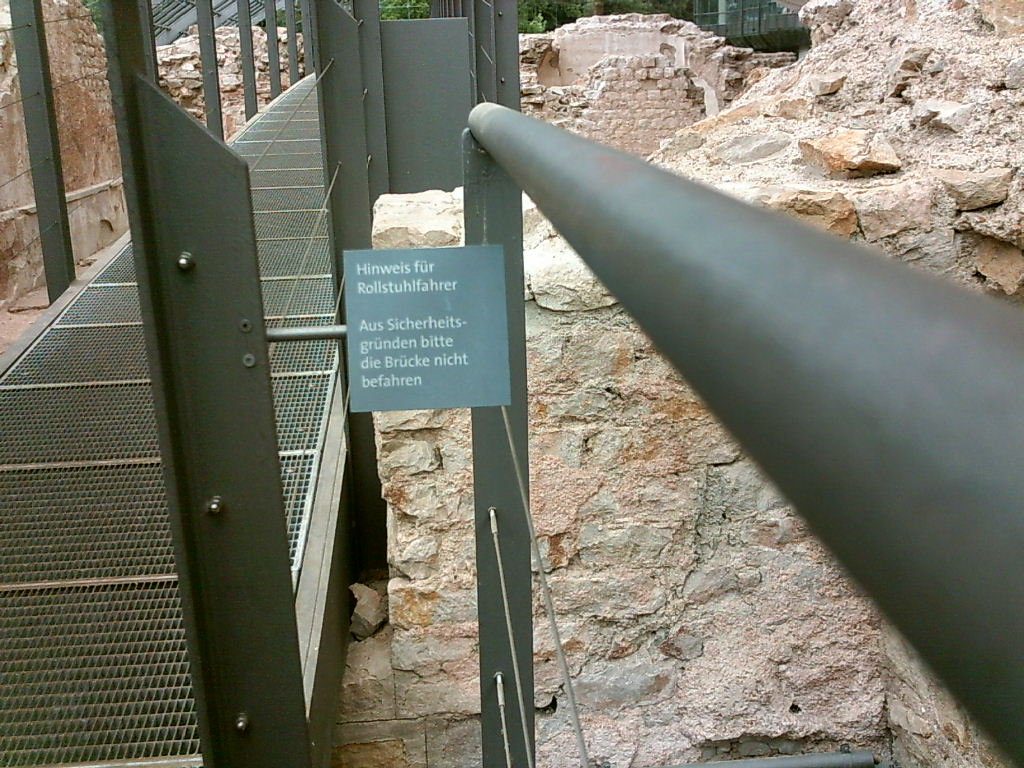
Un contre-exemple : la passerelle au-dessus des ruines des anciens bains de Badenweiler ne peut et ne doit pas être utilisée
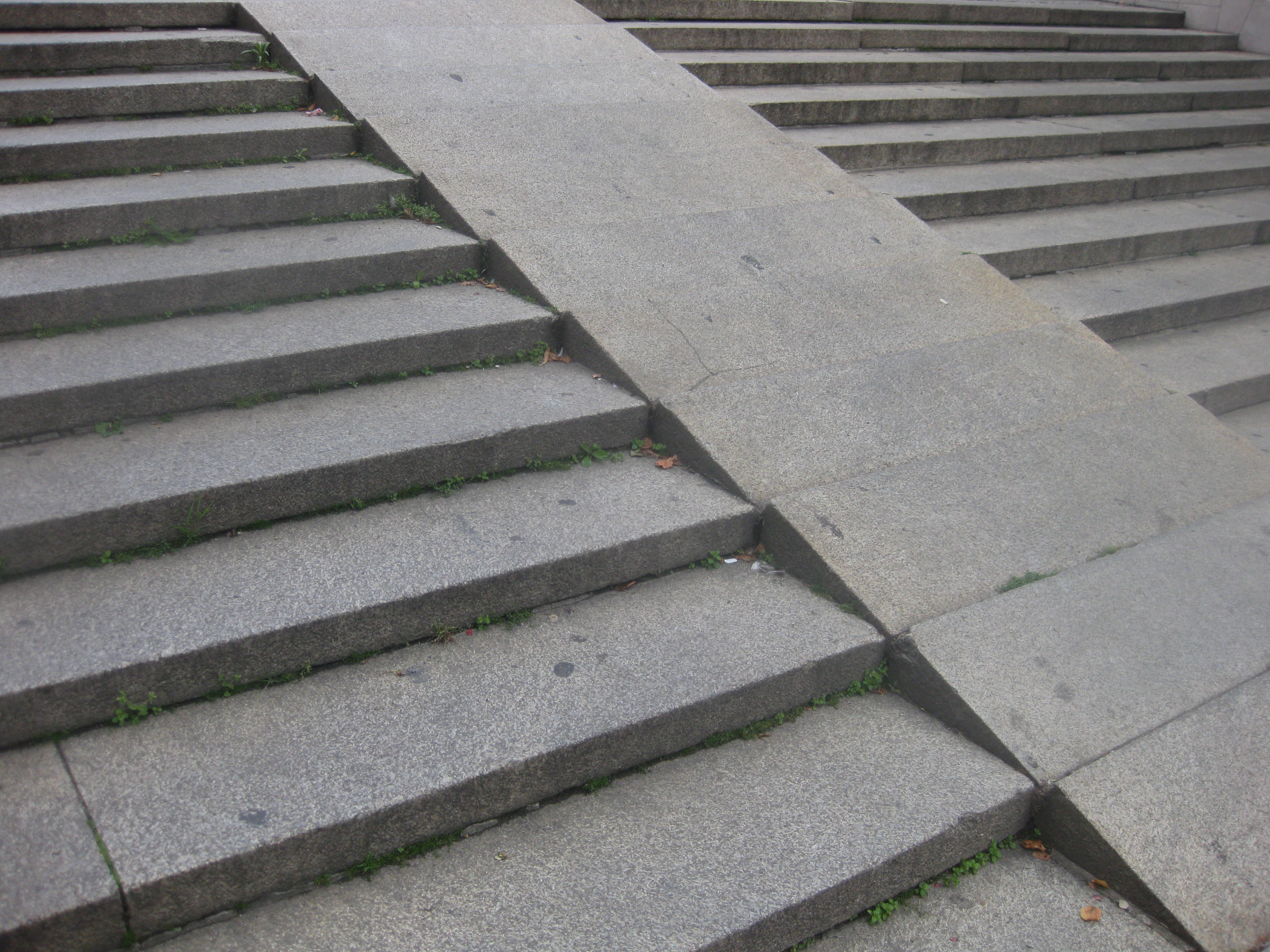
Treppenstraße à Kassel, la rampe est trop raide pour une véritable accessibilité
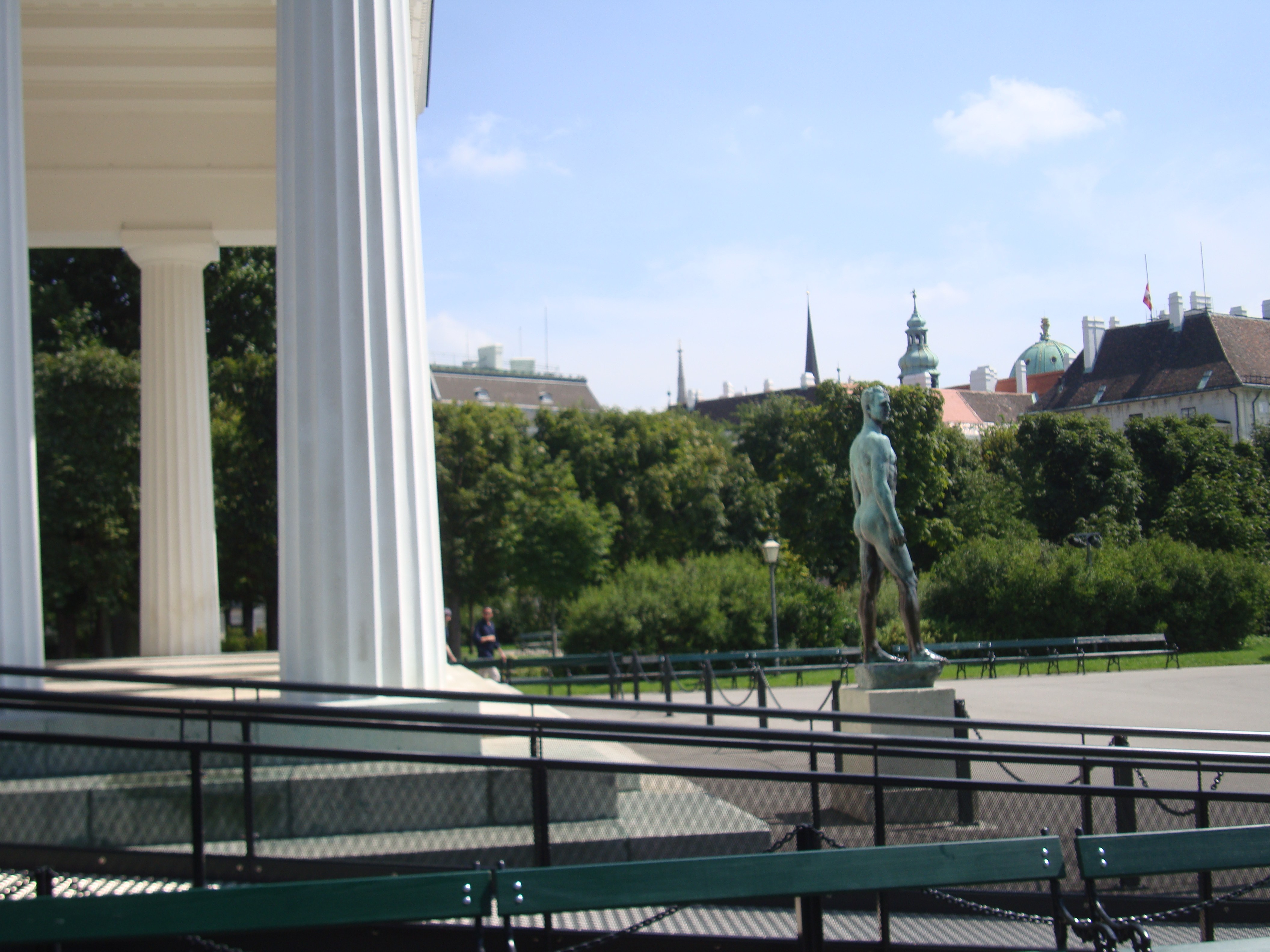
Accessibilité d'un musée : le temple de Thésée à Vienne
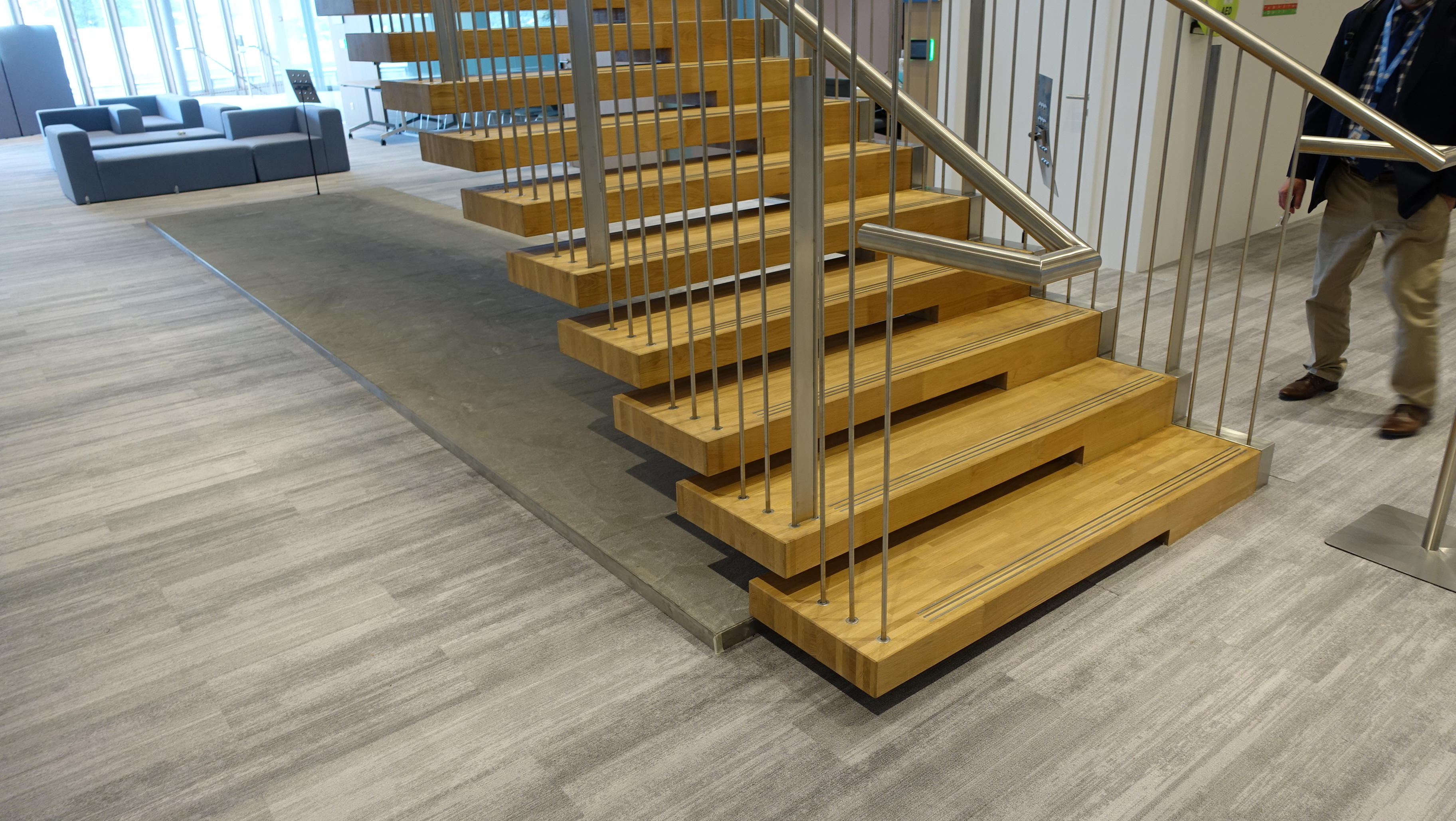
Bordure tactile sous les escaliers en porte-à-faux

## Accessibilité au sein des foyers d'habitation
L'accessibilité est assurée dans les appartements par des installations électriques et de plomberie sûres à utiliser et facilement accessibles, notamment dans la cuisine et la salle de bain. Cela vise assurer la mobilité en évitant les marches, les rebords et les seuils. Dans cette optique, les zones de mouvement sont généreusement dimensionnées.

### Installation électrique
Afin de minimiser le risque de trébuchement et d'éviter les longs trajets de câbles, les prises doivent être en nombre suffisant. Les prises situées dans la zone d'installation inférieure (15 à 45 cm au-dessus du sol) sont souvent difficiles d'accès pour les utilisateurs de fauteuils roulants. Il est préférable de l’installer à une hauteur accessible (85 cm – 105 cm) et à une distance suffisante des coins de la pièce.

## Normes et standards

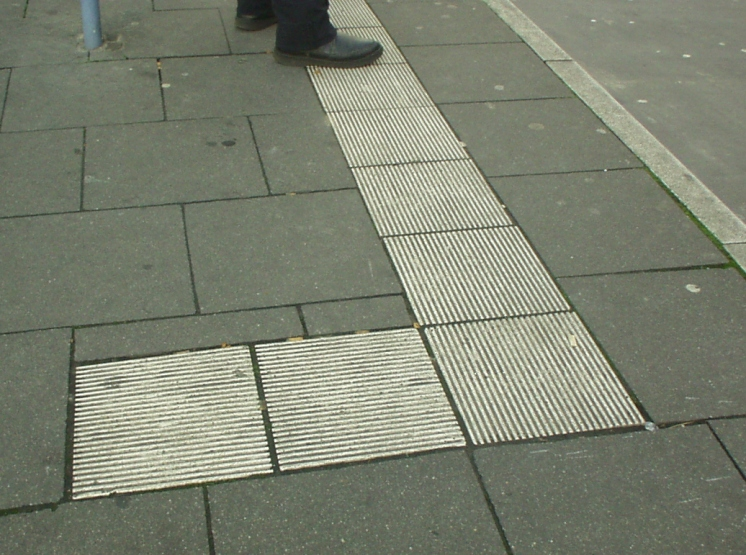
Panneaux de guidage tactiles à un arrêt de bus comme système de guidage au sol

### Normes européennes
La norme européenne EN 17210, édition 2021, Accessibilité et utilisabilité de l’environnement bâti – Exigences fonctionnelles, décrit les exigences en matière d’accessibilité dans la construction. Les exigences et recommandations décrites dans la norme DIN EN 17210 sont formulées de manière qualitative et décrivent les objectifs à atteindre - par exemple, un local sanitaire sans obstacle nécessite toujours un lavabo, doit disposer de zones de mouvement suffisamment grandes et pouvoir être ouvert de l'extérieur en cas d'urgence. De plus, chaque section individuelle est précédée d’une justification générale des exigences et recommandations associées.   
Jusqu'à la fin de la période de transition, la planification de l'accessibilité dans l'environnement bâti en Allemagne continuera d'être soumise aux normes de la série DIN 18040 Construction sans barrières . La période de transition prend fin 36 mois après la publication de la norme européenne DIN EN 17210, soit c'est-à-dire en août 2024. 

### Allemagne
D'un point de vue juridique, les normes DIN en Allemagne sont dans un premier temps des recommandations qui ne doivent pas être appliquées. Toutefois, les autorités de l'État peuvent prévoir dans leurs réglementations de construction des dispositions exigeant le respect des normes d'accessibilité pour certains bâtiments ou installations, par exemple : B. « immeubles comportant plus d’un appartement ». Des réglementations différentes peuvent s'appliquer selon l'État fédéral.
Les normes suivantes ont été largement introduites en tant que réglementations techniques de construction dans presque tous les Länder (à l'exception de la Rhénanie-du-Nord-Westphalie) :
- DIN 18024-1 Construction sans obstacle – Partie 1 : Rues, places, chemins, transports publics et espaces verts ainsi que terrains de jeux ; principes de planification
- DIN 18040-1 Construction sans obstacle – Partie 1 : Bâtiments accessibles au public (remplace DIN 18024-2 Bâtiments et lieux de travail accessibles au public )
- DIN 18040-2 Construction sans obstacle – Principes de planification – Partie 2 : Appartements (remplace DIN 18025-1:1992-12 et DIN 18025-2:1992-12)
- DIN 32984 Indicateurs de sol, bandes de guidage, etc. (complément à DIN 18040)
- DIN 32975 Conception de l'information dans les espaces publics (supplément à la norme DIN 18040)
- DIN 18040-3 : Construction sans obstacles - Principes de planification - Partie 3 : Transports publics et espaces ouverts (remplace DIN 18024-1:1998-01 Construction sans obstacles - Partie 1 : Rues, places, chemins, transports publics et espaces verts). Exemple de signalisation sans obstacle : symboles normalisés selon la norme ISO 7001 et contraste visuel élevé

Projets non poursuivis :

Exemple de signalisation sans obstacle : symboles normalisés selon la norme ISO 7001 et contraste visuel élevé

- DIN 18070 (projet) : Construction sans obstacles – Transports publics et espaces ouverts – était destinée à être une nouvelle version et à remplacer la norme DIN 18024-1 Construction sans obstacles – Partie 1 : Rues, places, chemins, transports publics et espaces verts... Au lieu de cela, la norme DIN 18040-3 a été élaborée et publiée en décembre 2014.
- La norme DIN 18030 (projet) de 2006  devait remplacer les normes DIN 18024 et 18025, mais elle a échoué en raison de nombreuses objections et n'a pas été achevée.

### Autriche
Préparé par le Comité des normes techniques 011 Construction de bâtiments - Généralités
- ÖNORM B 1600: 2011 Construction sans obstacle – Principes de planification.
- ÖNORM B 1601: 1994 Bâtiments spéciaux pour personnes handicapées et âgées : principes de planification.
- ÖNORM B 1602: 2001 Écoles et établissements de formation sans obstacles et installations d'accompagnement.
- ÖNORM B 1603: 2005 Principes de planification pour les installations touristiques sans obstacles

### Suisse
Développé par VSS Recherche et Normalisation en Ingénierie des Routes et des Transports. Editeur : Association suisse des professionnels de la route et de la circulation.
- Norme SN 640 075: 2014 de/fr Circulation piétonne, espace de circulation sans obstacle
- Norme SN 640 075: 2014 de/fr Circulation piétonne, espace de circulation sans obstacle, explications, exigences et dimensions - Annexe normative

## Prix pour la construction sans obstacles
- Prix Schindler – Concours d'architecture pour une construction sans obstacle
- Tête de béton (Prix) – Prix négatif pour des violations particulièrement drastiques de la construction sans obstacle

## Liens Web
- Agence pour un environnement sans obstacle en Rhénanie-du-Nord-Westphalie Page du projet du ministère des Affaires sociales du gouvernement du Land de Rhénanie-du-Nord-Westphalie
- Accès pour tous – Fondation suisse pour l'utilisation des technologies accessibles aux personnes handicapées
- ftb-net.de/info : Vivre sans obstacles – lignes directrices et recommandations
- ECA 2008, ECA 2013, ECA 2017 (Concept européen d'accessibilité)
- nullbarriere.de – planification, construction et vie sans obstacles pour les personnes handicapées
- https://architecturesansobstacles.ch/ Architecture sans obstacles : 40 ans d’engagement dans l’intérêt de tous et toutes et pour une société meilleure.
- Mobilité sans obstacle - Le site pratique pour des installations de transport sans obstacle
- bring-together.de – Projets de logements collectifs accessibles dans toute l'Allemagne
- Experts dans l'interview du professeur de construction : Dipl. -Ing. Günther Weizenhöfer sur la norme DIN EN 17210 « Accessibilité et utilisabilité de l'environnement bâti - Exigences fonctionnelles »